# Liste de caravansérails en Arménie
Liste de caravansérail en Arménie,,,,,,

## Caravansérail
| #  | Image                                                               | Nom                      | Date                    | Province    | Lieu       |
| -- | ------------------------------------------------------------------- | ------------------------ | ----------------------- | ----------- | ---------- |
| 1  | Արուճի քարավանատուն Aruch Caravansérail                             | Aruch Caravansérail      | XIIIe siècle            | Aragatsotn  | Aruj       |
| 2  |                                                                     | Arayi Caravansérail      | 1213                    | Aragatsotn  | Ara        |
| 3  | Թալինի քարավանատուն Talin Caravansérail                             | Talin Caravansérail      | XIIIe siècle            | Aragatsotn  | Talin      |
| 4  |                                                                     | Sotk Caravansérail       | VIIe siècle             | Gegharkunik | Sotk       |
| 5  |                                                                     | Geghasar Caravansérail   | XIIe et XIIIe siècles   | Lorri       | Geghasar   |
| 6  | Հրազդանի քարավանատուն Hrazdan Caravansérail                         | Hrazdan Caravansérail    | XIIIe siècle            | Kotayk      | Hrazdan    |
| 7  |                                                                     | Krasar Caravansérail     | XIXe siècle             | Shirak      | Krasar     |
| 8  | Ջրափիի քարավանատուն JrapiCaravansérail                              | Jrapi Caravansérail      | Xe et XIe siècles       | Shirak      | Jrapi      |
| 9  |                                                                     | AgarakCaravansérail      | XVIIe siècle            | Syunik      | Agarak     |
| 10 | Բարձրավանի քարավանատուն Bardzravan Caravansérail                    | Bardzravan Caravansérail | XVIIe et XVIIIe siècles | Syunik      | Bardzravan |
| 11 |                                                                     | Goris Caravansérail      | XVIIe et XVIIIe siècles | Syunik      | Goris      |
| 12 |                                                                     | Tsav Caravansérail       | XVIe et XVIIe siècles   | Syunik      | Tsav       |
| 13 | Կոտրած քարավանատուն Kotrats Caravansérail                           | Kotrats Caravansérail    | 1319                    | Syunik      | Harjis     |
| 14 | Օրբելյանների իջևանատուն Orbelian's Caravanserai                     | Caravansérail de Sélim   | 1332                    | Vayots Dzor | Aghnjadzor |
| 15 |                                                                     | Aghnjadzor Caravansérail | XIVe siècle             | Vayots Dzor | Aghnjadzor |
| 16 |                                                                     | Ijevan Caravansérail     | Xe et XIIIe siècles     | Tavush      | Idjevan    |
| 17 | Առաքելոց գյուղատեղու քարավանատուն Caravansérailin Araqelots village | Acharkut Caravansérail   | XIIIe et XIVe siècles   | Tavush      | Acharkut   |